# گلیرد (طالقان)

گِلیَرد از مهم‌ترین روستاهای طالقان بوده و در ۱۴ کیلومتری مرکز طالقان (شهرک) قرار دارد.در برخی از اسناد تاریخی ، خیمه لحم (kheymeh lahm) نام برده شده است. در زبان محلی طالقان ، گیلیرد هم گفته میشود. 
روستای گلیرد در بخش بالاطالقان قرار گرفته‌ است. اهمیت این روستا بیشتر به خاطر زادگاه بودن آیت‌الله طالقانی می‌باشد.
خانه سید محمود اعلایی نژاد طالقانی مربوط به دوره معاصر است و در شهرستان طالقان، روستای گلیرد واقع شده و این اثر در تاریخ ۱۲ اردیبهشت ۱۳۷۷ با شمارهٔ ثبت ۲۰۰۹ به‌عنوان یکی از آثار ملی ایران به ثبت رسیده‌ است.
غالب جمعیت اصلی گلیرد از سادات هستند و نسب نزدیک به سادات روستای اورازان دارند. اقلیت غیر سادات این روستا در دهه های گذشته وارد این روستا شده و به تدریج ساکن شده اند.
گلیردی‌ها به زبان تاتی تکلم می‌کنند.
گلیرد از روستاهایی است که با پیشنهاد آیت الله طالقانی، ( حتی قبل از قانون شوراهای شهر و روستا ) به صورت شورایی اداره می‌شده است .